# یاسین محمد
یاسین محمد (انگلیسی: Yassin Mohamed؛ زادهٔ ۴ آوریل ۱۹۹۶) بازیکن فوتبال است.
از باشگاه‌هایی که در آن بازی کرده‌است می‌توان به باشگاه فوتبال لانس اشاره کرد.